# Fort Steele

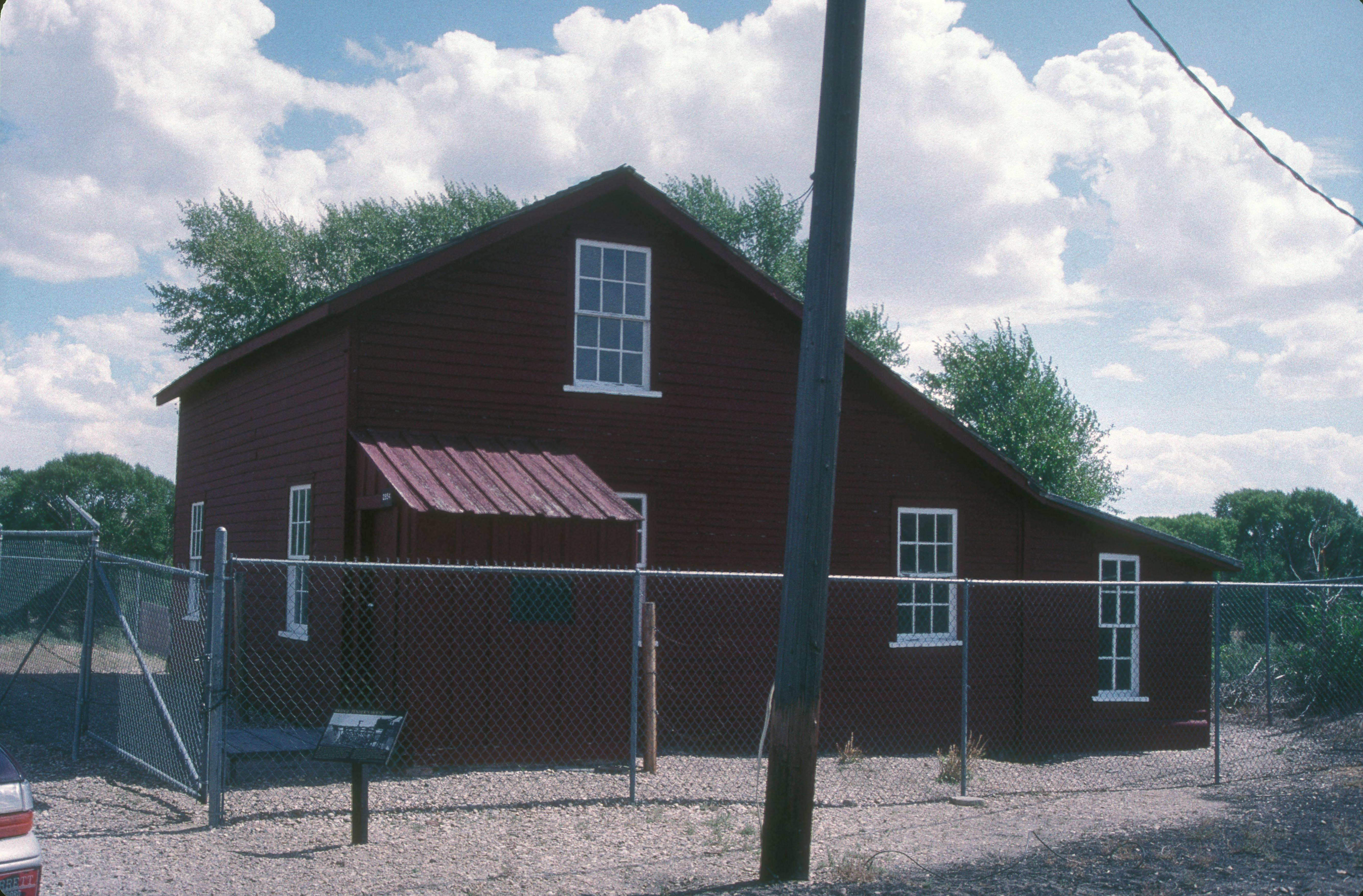
Brovaktarhuset

Fort Steele, officiellt Fort Fred Steele State Historic Site, är ett historiskt fort i Carbon County i Wyoming, beläget vid den punkt där Union Pacifics järnväg korsar North Platte River, öster om den nuvarande staden Sinclair. Fortet etablerades som ett av tre järnvägsfort 1868 för att skydda bygget av den transamerikanska järnvägen, som då nått södra Wyomingterritoriet. De två övriga var Fort Sanders (ursprungligen Fort John Buford) nära Laramie och Fort D.A. Russell i Cheyenne. Fort Steele namngavs efter nordstatsgeneralen Frederick Steele (1819 – 1868).
Fortets garnison fungerade som militärt skydd och polisstyrka i området under Wyomings tidiga historia, och sattes in mot arbetaroroligheter i Wyoming och även så långt bort som Chicago. Under White River-kriget deltog garnisonen i kriget mot Utestammen, och led svåra förluster i slaget vid Milk Creek 1878, då fortets befälhavare Thomas Thornburgh stupade.
Fortet övergavs 1886 och har sedan dess flera gånger skadats av brand. Några av de historiska byggnaderna finns bevarade, inklusive krutmagasinet, handelsboden och brovaktarens hus. År 1969 utnämnde delstaten Wyoming fortet till historiskt byggnadsminne. Motorvägen Interstate 80, som till stora delar följer den transkontinentala järnvägens sträckning, passerar några kilometer söder om fortet som kan nås via en avtagsväg.